# The Angel and the Gambler
A The Angel and the Gambler az Iron Maiden brit heavy metal együttes 1998-as Virtual XI albumának első kislemezen kiadott dala, mely közel tízperces hosszával a zenekar addigi történetének leghosszabb játékidejű, kislemezen megjelent száma lett. A The Angel and the Gambler kislemez CD változata volt az Iron Maiden pályafutásának első multimédiás kiadványa. A kislemez a brit slágerlistán a 18. helyet szerezte meg.

## Története
A kislemez megjelenése idején az 1984-es Powerslave albumon szereplő, több mint 13 perces Rime of the Ancient Mariner számított az Iron Maiden leghosszabb dalának, azonban a szintén Steve Harris basszusgitáros által írt 9 perc 56 mp hosszú The Angel and the Gambler lett 1998-tól (egészen a 2016-os Empire of the Clouds megjelenéséig) a kislemezen kiadott leghosszabb Iron Maiden-dal. A dalszöveg egy veszélyes szerencsejátékhoz hasonlítja az életet. Szokatlan módon Harris szintetizátoron is játszik a dalban. A dal 4 percesre rövidített változatához számítógépes 3D animációval készített videóklipet a Synthetic Dimensions, ugyanaz a cég, amely egy évvel később, 1999-ben, előállt az Iron Maiden tematikájú Ed Hunter számítógépes játékkal. A The Angel and the Gambler klipje egyfajta ízelítő volt a játékhoz. A klipben egy űrbéli kaszinóban pókereznek egymás ellen a zenekar tagjai és Eddie, illetve ezzel párhuzamosan egy aszteroidán ad koncertet az Iron Maiden.
A The Angel and the Gambler kislemez több különböző változatban jelent meg. Mindegyik kiadványra bónuszként a zenekar előző albumáról származó dalok koncertfelvételei kerültek fel, melyeket az 1995/96-os The X Factour turnén rögzítettek. A limitált kiadású 7"-es picture disc kislemezen a címadó dal 6 percesre rövidített változata szerepel, míg a kislemez B-oldalán a Blood on the World's Hands Göteborgban, Svédországban készült felvétele hallható. A maxi-single változaton a rövidített címadó dal és a Blood on the World's Hands mellett szintén a göteborgi koncertről a The Aftermath felvétele hallható, multimédiás extraként pedig a Man on the Edge dal koncertvideója látható. A The Angel and the Gambler dal teljes változata egyedül a dupla CD-s boxset kiadás első lemezére került fel. Ezen a lemezen a multimédiás extra a Man on the Edge helyett egy 1992-es dal, az Afraid to Shoot Strangers koncertklipje Blaze Bayley előadásában a The X Factour turnéról. A boxset második lemeze gyakorlatilag megegyezik a maxi-single tartalmával, leszámítva a The Aftermath hiányát.
Szinte minden kiadvány más-más borítóval jelent meg. A 7"-es kislemezen Eddie egy pókerasztalnál ül cilinderben és szivarozva osztja a lapokat játékostársainak. A maxi single és a boxset első CD-jének számítógépen készült borítóján a The Angel and the Gambler videóklipben szereplő Ed Hunter figura feje és bilincsbe vert keze látható, amint kockát vet. A boxset második CD-je klasszikus stílusú Iron Maiden-borítót kapott; a 7"-es kislemezen is szereplő cilinderes Eddie a Voodoo Queen nevű mississippi gőzhajó előtt áll, melyen Edwards kapitány úszó kaszinója működik.
A The Angel and the Gambler kislemezt 1998. március 9-én adta ki az EMI, két héttel a Virtual XI album megjelenése előtt. A kislemez három hétig szerepelt a brit slágerlistán, és legmagasabb pozíciója a 18. hely volt.

## Számlista
7" kislemez
1. The Angel and the Gambler (rövidített változat) (Steve Harris) – 6:05
2. Blood on the World's Hands (live in Gothenburg, 1995) (Harris) – 6:05

CD Maxi-Single
1. The Angel and the Gambler (rövidített változat) (Harris) – 6:05
2. Blood on the World's Hands (live in Gothenburg, 1995) (Harris) – 6:05
3. The Aftermath (live in Gothenburg, 1995) (Harris, Blaze Bayley, Janick Gers) – 6:45

- Video: Man on the Edge (live, 1995)

Box Set – CD 1
1. The Angel and the Gambler  (Harris) – 9:56
2. Blood on the World's Hands (live in Gothenburg, 1995) (Harris) – 6:05

- Video: Afraid to Shoot Strangers (live, 1995)

Box Set – CD 2
1. The Angel and the Gambler (rövidített változat) (Harris) – 6:05
2. The Aftermath (live in Gothenburg, 1995) (Harris, Blaze Bayley, Janick Gers) – 6:45

- Video: Man on the Edge (live, 1995)

## Közreműködők
- Blaze Bayley – ének
- Dave Murray – gitár
- Janick Gers – gitár
- Steve Harris – basszusgitár, billentyűsök
- Nicko McBrain – dobok